# 查爾基齊克 (阿拉斯加州)
查爾基齊克（英語：Chalkyitsik）是位於美國阿拉斯加州育空-科尤庫克人口普查區的一個人口普查指定地區。根據2010年美國人口普查，該地共人口69人，而該地的面積約為23.50平方千米。

## 地理
查爾基齊克的座標為66°39′06″N 143°43′38″W / 66.65167°N 143.72722°W，而該地的平均海拔高度為165米（即540英尺）。